# Ascoli Calcio 1898 2000-2001
Questa voce raccoglie le informazioni riguardanti l'Ascoli Calcio 1898 nelle competizioni ufficiali della stagione 2000-2001.

## Stagione
Nella stagione 2000-2001 l'Ascoli si presenta con rinnovate ambizioni di promozione dopo l'enorme delusione della finale play-off della stagione precedente, persa all'ultimo minuto contro gli acerrimi rivali dell'Ancona. Perso il bomber Eddy Baggio, rientrato dal prestito proprio all'Ancona, arrivano innesti di qualità come il fantasista Gaetano Fontana, l'attaccante Francesco Passiatore, il difensore Marco Pisano ed il centrocampista Cataldo Montesanto. Ai nastri di partenza le favorite oltre all'Ascoli sembrano il Palermo ed il Messina. 
Il campionato inizia con affanno: troppi pareggi portano l'Ascoli lontana dalle zone calde della classifica e dopo 9 giornate la società decide di sostituire l'allenatore Enzo Ferrari, con Giovanni Simonelli. La stagione termina con un'eliminazione ai quarti di finale di Coppa Italia di Serie C contro il Lumezzane, il 5º posto in campionato e la qualificazione ai play-off. Ai play-off l'Ascoli viene eliminata dal Messina, dovendo ancora una volta rinunciare alle ambizioni di promozione.

## Divise e sponsor
Lo sponsor tecnico è Legea, mentre lo sponsor ufficiale è Carisap
| 1ª divisa |

## Rosa
| N. |                      | Ruolo | Calciatore           |
| -- | -------------------- | ----- | -------------------- |
|    | Svizzera (bandiera)  | P     | Patrick Bettoni      |
|    | Italia (bandiera)    | P     | Gioacchino Cavaliere |
|    | Italia (bandiera)    | D     | Salvatore Alfieri    |
|    | Italia (bandiera)    | D     | Antonio Aloisi       |
|    | Italia (bandiera)    | D     | Alessandro Erra      |
|    | Italia (bandiera)    | D     | Peter Livon          |
|    | Italia (bandiera)    | D     | Giuseppe Di Meo      |
|    | Italia (bandiera)    | D     | Massimiliano Manni   |
|    | Italia (bandiera)    | D     | Marco Pisano         |
|    | Italia (bandiera)    | D     | Marco Ogliari        |
|    | Italia (bandiera)    | C     | Gaetano Fontana      |
|    | Argentina (bandiera) | C     | Mauro Cantoro        |

| N. |                   | Ruolo | Calciatore             |
| -- | ----------------- | ----- | ---------------------- |
|    | Italia (bandiera) | C     | Antonio Bitetti        |
|    | Italia (bandiera) | C     | Ettore Ionni           |
|    | Italia (bandiera) | C     | Cataldo Montesanto     |
|    | Italia (bandiera) | C     | Alessandro Monticciolo |
|    | Italia (bandiera) | C     | Michele De Feudis      |
|    | Italia (bandiera) | C     | Pasquale D'Arienzo     |
|    | Italia (bandiera) | C     | Enrico Maria Amore     |
|    | Italia (bandiera) | A     | Alessio Frati          |
|    | Italia (bandiera) | A     | Francesco Passiatore   |
|    | Italia (bandiera) | A     | Francesco Ciullo       |
|    | Italia (bandiera) | A     | Giovanni Pompei        |

## Risultati

### Serie C1

#### Girone di andata
| 3 settembre 2000 1ª giornata | Nocerina | 2 – 3 | Ascoli |  |

| 10 settembre 2000 2ª giornata | Ascoli | 1 – 1 | Viterbese |  |

| 17 settembre 2000 3ª giornata | Giulianova | 0 – 0 | Ascoli |  |

| 24 settembre 2000 4ª giornata | Ascoli | 0 – 0 | Vis Pesaro |  |

| 1º ottobre 2000 5ª giornata | Castel di Sangro | 2 – 3 | Ascoli |  |

| 8 ottobre 2000 6ª giornata | Ascoli | 1 – 1 | Catania |  |

| 15 ottobre 2000 7ª giornata | Fidelis Andria | 1 – 1 | Ascoli |  |

| 22 ottobre 2000 8ª giornata | Ascoli | 0 – 1 | Messina |  |

| 29 ottobre 2000 9ª giornata | Ascoli | 1 – 0 | L'Aquila |  |

| 5 novembre 2000 10ª giornata | Avellino | 1 – 1 | Ascoli |  |

| 19 novembre 2000 11ª giornata | Ascoli | 1 – 0 | Fermana |  |

| 26 novembre 2000 12ª giornata | Sporting Benevento | 1 – 1 | Ascoli |  |

| 3 dicembre 2000 13ª giornata | Ascoli | 1 – 1 | Atletico Catania |  |

| 10 dicembre 2000 14ª giornata | Lodigiani | 1 – 0 | Ascoli |  |

| 17 dicembre 2000 15ª giornata | Ascoli | 3 – 0 | Savoia |  |

| 23 dicembre 2000 16ª giornata | Torres | 4 – 2 | Ascoli |  |

| 7 gennaio 2001 17ª giornata | Ascoli | 3 – 3 | Palermo |  |

#### Girone di ritorno
| 14 gennaio 2001 18ª giornata | Ascoli | 2 – 0 | Nocerina |  |

| 21 gennaio 2001 19ª giornata | Viterbese | 0 – 1 | Ascoli |  |

| 28 gennaio 2001 20ª giornata | Ascoli | 1 – 0 | Giulianova |  |

| 4 febbraio 2001 21ª giornata | Vis Pesaro | 1 – 1 | Ascoli |  |

| 11 febbraio 2001 22ª giornata | Ascoli | 2 – 0 | Castel di Sangro |  |

| 18 febbraio 2001 23ª giornata | Catania | 2 – 1 | Ascoli |  |

| 25 febbraio 2001 24ª giornata | Ascoli | 3 – 0 | Fidelis Andria |  |

| 4 marzo 2001 25ª giornata | Messina | 1 – 0 | Ascoli |  |

| 11 marzo 2001 26ª giornata | L'Aquila | 0 – 2 | Ascoli |  |

| 18 marzo 2001 27ª giornata | Ascoli | 0 – 1 | Avellino |  |

| 25 marzo 2001 28ª giornata | Fermana | 2 – 1 | Ascoli |  |

| 8 aprile 2001 29ª giornata | Ascoli | 2 – 2 | Sporting Benevento |  |

| 14 aprile 2001 30ª giornata | Atletico Catania 3000 | 1 – 1 | Ascoli |  |

| 22 aprile 2001 31ª giornata | Ascoli | 3 – 1 | Lodigiani |  |

| 29 aprile 2001 32ª giornata | Intersavoia | 1 – 3 | Ascoli |  |

| 6 maggio 2001 33ª giornata | Ascoli | 2 – 1 | Torres |  |

| 13 maggio 2001 34ª giornata | Palermo | 0 – 1 | Ascoli |  |

#### Play-off
| Arbitro: | Palanca (Roma) |

|                    |           |  |
| Fontana 10’ (rig.) | Marcatori |  |

| Arbitro: | Cruciani (Pesaro) |

|                          |           |                |
| Buonocore 18’ Godeas 47’ | Marcatori | 20’ Montesanto |

### Coppa Italia Serie C

#### Fase ad eliminazione diretta
| Arbitro: | Lombardi (Lanciano) |

|              |           |                     |
| Caterino 84’ | Marcatori | 65’ (rig.) Ghizzani |

| Arbitro: | Palanca (Roma) |

|                                                  |                      |                |
| De Feudis 88’                                    | Marcatori            | 77’ De Angelis |
| Fontana Monticciolo De Feudis Ogliari Passiatore | Tiri di rigore 5 – 4 | ??? Mariani    |

| Ascoli Piceno 29 novembre 2000, ore 14:30 CET Ottavi di finale - andata | Ascoli         | 2 – 0 | Giulianova | Stadio Cino e Lillo Del Duca\| Arbitro: \| Ferrari (Roma) \| |
| Arbitro:                                                                | Ferrari (Roma) |       |            |                                                              |

| Giulianova 13 dicembre 2000, ore 14:30 CET Ottavi di finale - ritorno | Giulianova        | 2 – 2 | Ascoli | Stadio Rubens Fadini\| Arbitro: \| G. Rossi (Rimini) \| |
| Arbitro:                                                              | G. Rossi (Rimini) |       |        |                                                         |

| Arbitro: | Cenni (Imola) |

|  |           |             |
|  | Marcatori | 32’ Ogliari |

| Lumezzane 7 febbraio 2001, ore 14:30 CET Quarti di finale - ritorno | Lumezzane           | 0 – 0 referto | Ascoli | Nuovo Stadio Comunale (circa 200 spett.)\| Arbitro: \| Benedetti (Vicenza) \| |
| Arbitro:                                                            | Benedetti (Vicenza) |               |        |                                                                               |